# Horner’s Green
Horner’s Green ist ein Weiler in der Gemeinde Groton, im District Babergh in der Grafschaft Suffolk, England.